# Slag bij de Hoofden

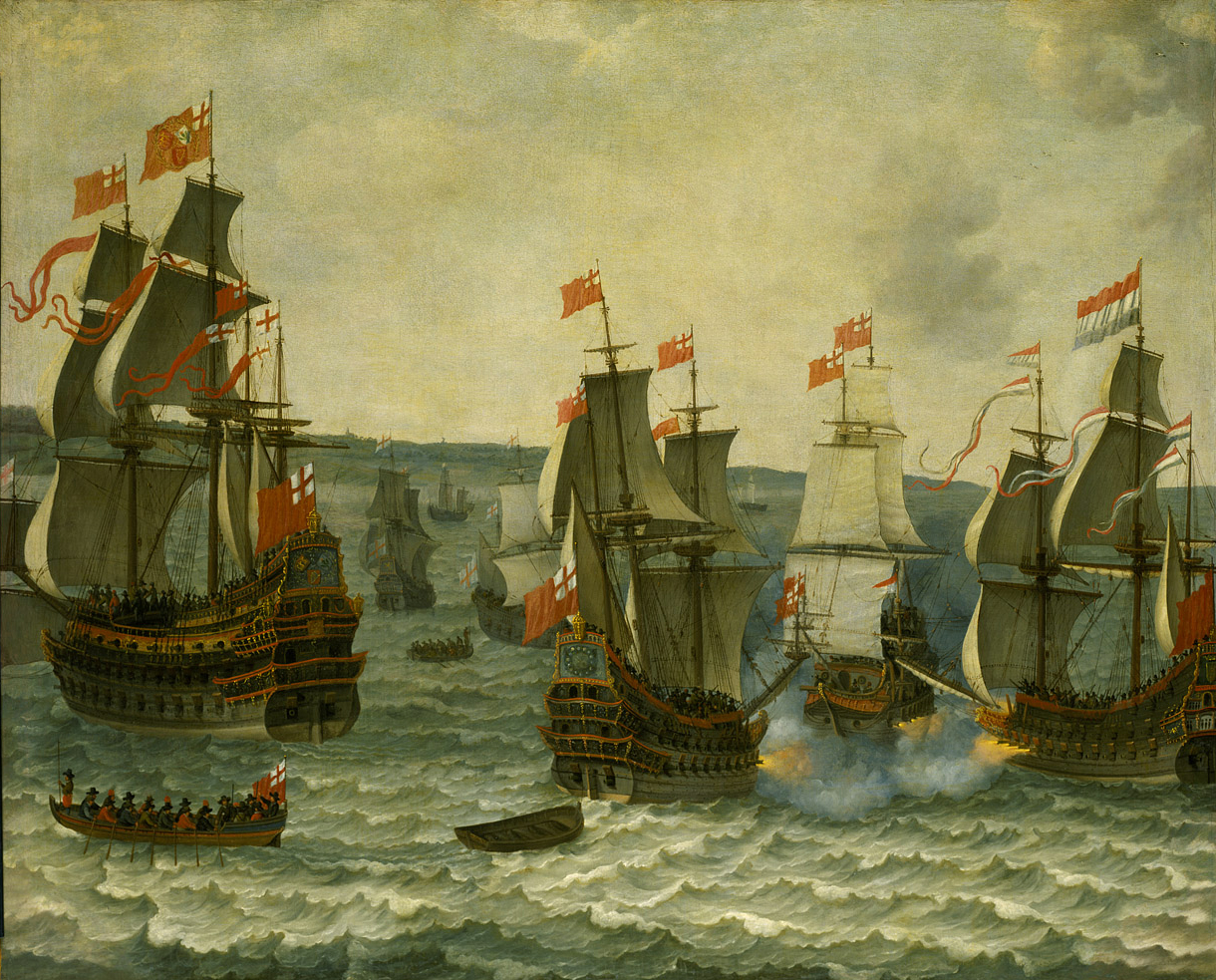
Slag bij de Hoofden

De Slag bij de Hoofden (Engels: Battle of Kentish Knock) was een zeeslag tijdens de Eerste Engels-Nederlandse Oorlog, en werd uitgevochten op 8 oktober 1652 in de Noordzee, op ongeveer dertig kilometer ten oosten van de monding van de Thames. "De Hoofden" was in de 17e eeuw de gangbare benaming voor het Nauw van Calais. Het gevecht wordt ook wel de Tweede Slag bij Duins genoemd.
De Nederlandse luitenant-admiraal Maarten Tromp was berispt na een fiasco bij de Shetlandeilanden in augustus, en was als bevelhebber vervangen door viceadmiraal Witte de With, die al vijftien jaar lang op die positie had zitten azen. Hij plande om de Engelse vloot in de haven van Dover aan te vallen op 5 oktober 1652. De wind was echter niet gunstig, en de twee vloten ontmoetten elkaar pas op 8 oktober. Dat de verhouding tussen de nieuwe bevelhebber en de vloot ernstig verstoord was, bleek al meteen toen de bemanning van Tromps oude vlaggenschip de Brederode weigerde De With aan boord te laten. Hij moest toen de vloot aanvoeren vanaf de zeer grote maar trage Prins Willem, een zwaarbewapend VOC-schip.
De Nederlandse vloot bestond tijdens de confrontatie uit 57 schepen, terwijl de vloot van het Engelse Gemenebest 68 schepen tot zijn beschikking had. De Engelse schepen waren groter en beter bewapend; de Nederlandse schepen leden zware schade, met vele doden en gewonden. Tegen de avond waren twee Nederlandse schepen buitgemaakt door de Engelsen, de Maria en de Gorcum. De laatste werd in zinkende toestand weer door de Engelsen prijsgegeven en toen door de Nederlanders herbezet en thuisgebracht. De tweede dag wilde De With de strijd voortzetten maar daar kwam weinig van terecht. Schepen onder het bevel van Zeeuwse kapiteins die zich verzetten tegen de Hollandse dominantie in de politiek van de Republiek en die door De With tegen zich in het harnas waren gejaagd door ze al bij voorbaat van lafheid te beschuldigen, hadden zich teruggetrokken. De With trok zijn overgebleven schepen dan maar ook terug. De Burgh van Alkmaar vloog in de lucht en dit bracht de totale verliezen aan schepen op twee.
De Nederlanders ondervonden na hun nederlaag dat ze grotere schepen nodig hadden om het tegen de Engelsen op te nemen, en begonnen aan een programma om hun vloot uit te bouwen. De uitbreiding van de vloot kwam te laat om het tij in de eerste Engelse oorlog nog te doen keren, maar kwam des te meer van pas tijdens de Tweede Engelse Oorlog. De With raakte in een grote persoonlijke crisis, zat enkele maanden ziek thuis en werd weer vervangen door Tromp.
De Engelsen namen aan dat de Nederlanders bijna verslagen waren, en zonden twintig schepen naar de Middellandse Zee. Deze fout leidde tot de Nederlandse overwinning in de Slag bij de Singels door luitenant-admiraal Maarten Tromp. De Engelsen konden ook niet verhinderen, dat de Engelse middellandsezeevloot in de Slag bij Livorno door commandeur Jan van Galen werd verslagen.